# Ry de Vaux
Ne doit pas être confondu avec Ris de veau.
Le Ry de Vaux est un petit ruisseau de Belgique, affluent de la Vesdre (rive droite) dans laquelle il se jette à Nessonvaux (commune de Trooz). On trouve une salle de banquets, ancien moulin sur son cours : le Moulin du Ry-de-Vaux. Il prend sa source à Olne (en réalité, une résurgence du Ry d'Aronde), près du lieu-dit Falise et descend le vaux (vå en wallon) sur 4 km. Il draine un bassin versant encaissé de 14 km2 environ. Son affluent, le ruisseau de la Hazienne ou Bola qui vient de Soiron est plus long.